# توره کاناوزه
توره کاناوزه (به ایتالیایی: Torre Canavese) یک کومونه در ایتالیا است که در استان تورین واقع شده‌است. توره کاناوزه ۵٫۵ کیلومتر مربع مساحت و ۶۱۷ نفر جمعیت دارد و ۴۱۷ متر بالاتر از سطح دریا واقع شده‌است.